# Ivoire Barberini
Pour les articles homonymes, voir Barberini.
 (16 mai 2017).
L’ivoire Barberini est un objet d'art byzantin datant du Haut Moyen Âge. Il est conservé au musée du Louvre à Paris.
C'est un feuillet d'ivoire composé de quatre plaques sculptées dans le style classicisant dit théodosien tardif, représentant le thème de l'empereur triomphateur. L'œuvre est généralement datée de la première moitié du VIe siècle et attribuée à un atelier impérial de Constantinople, tandis que l'empereur figuré est identifié soit à Anastase Ier soit beaucoup plus probablement à Justinien.

## L'une des pièces maîtresses de la collection Barberini
Le feuillet est constitué de 4 plaques rectangulaires — il manque celle de droite qui fut remplacée peut-être au XVIe siècle par une planchette portant l'inscription « CONSTANT. N. IMP. CONST. » Les plaques sont ajustées entre elles par des rainures et des réglettes, autour d'une plaque centrale plus grande. L'ensemble constitue le seul feuillet aussi bien préservé dans la catégorie de ces objets profanes officiels encore existants, qu'on regroupe souvent sous la dénomination de diptyques impériaux. Il mesure 34,2 cm de hauteur pour 26,8 cm de largeur en tout, alors que les dimensions du panneau central sont de 19 cm de hauteur pour 12,5 cm de largeur et 2,5 cm de profondeur. Il est réalisé en ivoire d'éléphant sculpté et rehaussé d'incrustations de pierres précieuses (7 perles subsistent). Il ne porte pas de traces de polychromie, contrairement à ce qui a pu être supposé par certains historiens.
Le revers du feuillet est plat et lisse, sans dépression pour la cire comme on en trouve sur un diptyque consulaire utilisé comme tablette à écrire. Il est toutefois strié de traits gravés ultérieurement sur des inscriptions plus anciennes à l'encre : il s'agit d'une liste de noms (prières pour les morts) parmi lesquels on reconnaît les rois d'Austrasie et des noms surtout latins — d'après l'onomastique, la liste proviendrait d'Auvergne et non de Provence comme on s'y attendrait d'après la localisation du feuillet à l'époque moderne. Les inscriptions dateraient ainsi de fin VIe siècle/début VIIe siècle (sans doute un cadeau de l'empereur Maurice à la reine Brunehilde) et montrent que l'œuvre fut apportée précocement en Gaule. Son histoire postérieure est inconnue jusqu'en 1625 : il est alors offert par Nicolas-Claude Fabri de Peiresc au légat Francesco Barberini à Aix-en-Provence, et fait partie de la collection de ce dernier à Rome. Il est acquis par le musée du Louvre en 1899 et appartient depuis à la collection du département des objets d'art (numéro d'inventaire OA 9063).
Il n'est pas certain que le feuillet appartenait à un diptyque, c'est-à-dire qu'il existait un autre ensemble comparable de plaques formant un second feuillet, où aurait pu être représentée par exemple l'impératrice : le poids de ce premier feuillet est déjà trop important pour qu'il puisse être manipulé aisément et remplir une fonction utilitaire. Par ailleurs, il n'y a pas trace de charnière, qui pourrait indiquer une reliure.

## Description du décor
Les plaques latérales portent des bordures incisées d'un décor en oves et rais-de-cœur simplifiés, qui laisse la place, autour du feuillet central, à une guirlande de feuilles stylisées comportant au milieu l'emplacement circulaire d'une incrustation aujourd'hui perdue.

### Le panneau central

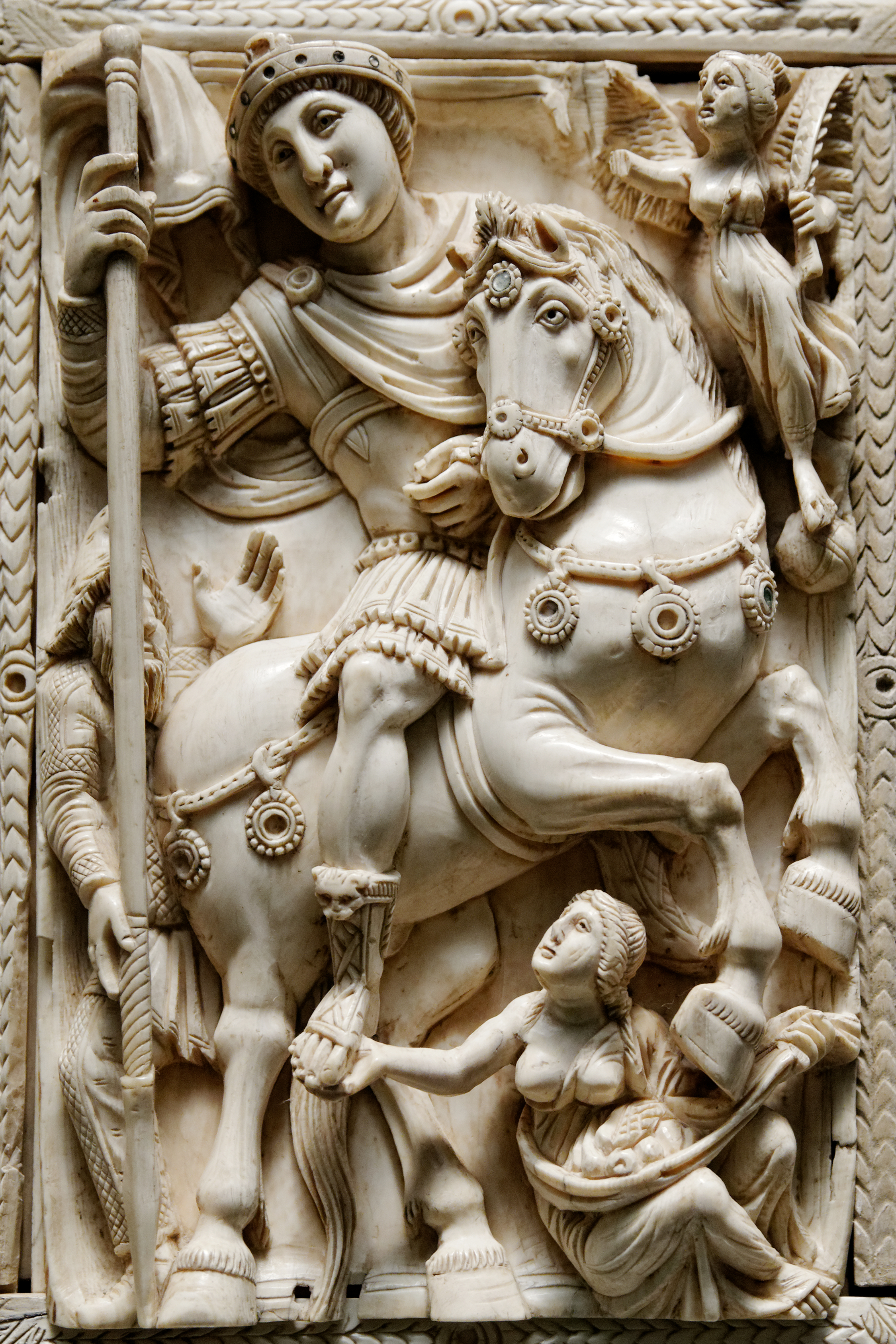
L'empereur triomphant sur le panneau central du feuillet Barberini.

La composition s'ordonne autour de la plaque centrale qui la domine par son motif aussi bien que par sa qualité stylistique. Le motif sculpté représente la figure triomphante d'un empereur monté sur un cheval cabré. L'empereur tient dans la main droite la hampe d'une lance, la pointe fichée en terre, et dans la main gauche les rênes de son cheval. Derrière la lance est visible la figure d'un barbare, identifiable comme tel par sa chevelure et sa barbe broussailleuse, et surtout par ses vêtements : il porte un bonnet recourbé, similaire au bonnet phrygien, indication d'une origine orientale, une tunique à manches longues et des braies. Symbolisant un Perse ou un Scythe, il représente les peuples vaincus par l'empereur : c'est en signe de soumission qu'il touche la lance de la main droite et lève la main gauche.
Dans l'angle inférieur droit, sous le cheval, une femme coiffée de tresses est assise par terre en tailleur : sa robe a glissé et dévoile son sein droit. De la main gauche, elle tient dans un pan de cette robe des fruits, symboles de prospérité. Son bras droit est tendu de façon à soutenir de la main droite le pied droit de l'empereur, en geste de soumission. Il s'agit d'une personnification de la Terre, qui représente à la fois l'aire de domination universelle de l'empereur et surtout la prospérité de son règne, symbolisée par les fruits qu'elle porte et sa poitrine dénudée. Cette personnification est souvent présente dans ce rôle sur les images de l'empereur en majesté ou triomphant : c'est le cas par exemple sur le missorium de Théodose, où Tellus est représentée en exergue, sous la figure de Théodose Ier trônant en majesté ; c'est également le cas sur le relief de la pietas augustorum sur l'arc de Galère, où les Tétrarques sont accompagnés de toute une série de personnifications, dont celles de Gaïa, la Terre. Ces personnifications de Tellus/Gaia sont généralement reconnaissables à leur attribut principal qu'est la cornucopia, la corne d'abondance : elle est absente de l'ivoire, mais le pan de la robe de Tellus, rempli de fruits, en reprend la forme et la fonction symbolique.

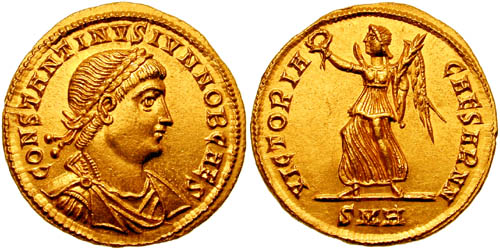
Solidus de Constantin II, frappé à Héraclée Sintique entre 326 et 330.

Symétriquement à cette première figure féminine, dans l'angle droit supérieur de la plaque, est représentée une statuette de Victoire ailée, debout sur un globe inscrit du signe de la croix, tenant dans la main gauche une palme, symbole de victoire, et dans la main droite, brisée, certainement une couronne destinée à l'empereur. Ce type de statuette de personnification est également un des motifs obligés de l'iconographie de l'empereur triomphant : on la retrouve sur de nombreuses monnaies (cf. le revers du solidus de Constantin II ci-contre) mais aussi dans la sculpture, par exemple sur la scène du sacrifice sur l'arc de Galère, et également sur certains diptyques consulaires.
L'empereur, les cheveux coupés en bol, ou en archivolte, de telle sorte que la frange dessine un arc de cercle autour de son visage, est coiffé d'une couronne sertie de perles, dont quatre subsistent encore. Les traits du visage, de forme ovale, sont assez lourds, notamment les paupières ou encore le nez, mais donnent un aspect souriant au portrait impérial. L'empereur est revêtu de la tenue militaire du général en chef, fonction dans laquelle il est représenté : il porte sous sa cuirasse une tunique courte, et par-dessus le manteau (paludamentum) dont un pan flotte derrière lui, et qui est retenu à l'épaule par une fibule ronde. Cette dernière était à l'origine sertie d'une pierre précieuse, comme la cuirasse. Il est chaussé de bottes à lacets croisés, ornées d'une tête de lion. Le harnachement du cheval est orné d'une série de médaillons perlés pourvus d'incrustations, aujourd'hui perdues, à l'exception de l'une au centre de la tête.
Le relief de ce motif central est particulièrement accentué : la Victoire, la lance, et dans une moindre mesure les têtes de l'empereur et de sa monture, sont ainsi presque sculptées en ronde-bosse. Le soin apporté au modelé des drapés, et le rendu de certains détails anatomiques, comme les muscles de la jambe de l'empereur, peuvent être qualifiés de classicisants. Ces caractéristiques, ajoutées à la disproportion des figures, volontaire pour souligner la majesté de la personne impériale, rappellent l'art théodosien.

### Les panneaux latéraux, inférieur et supérieur

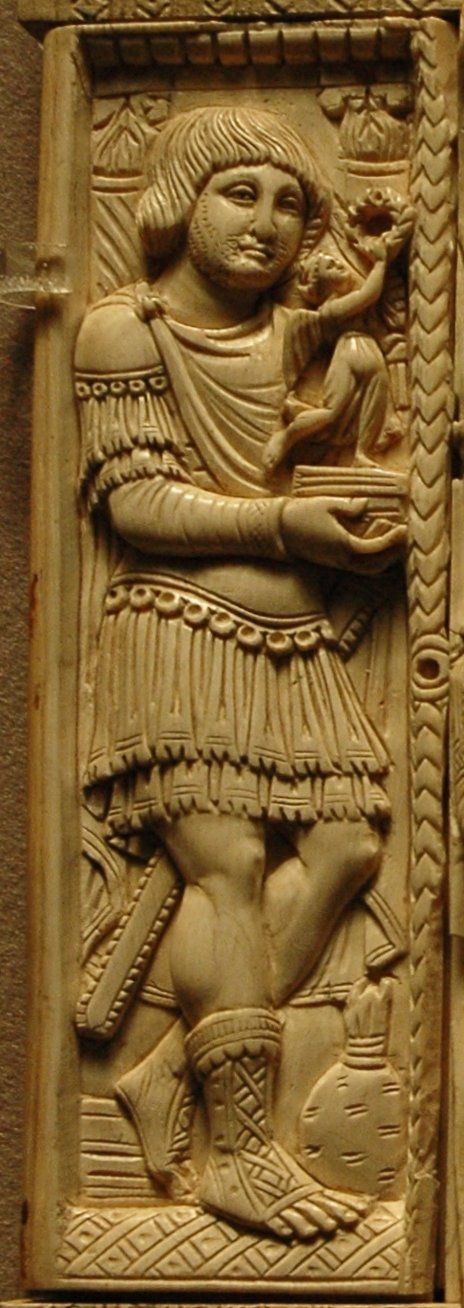
Panneau latéral gauche.

Les plaques latérales sont d'un relief moins élevé, et stylistiquement d'une façon générale, d'un degré de virtuosité moindre. La profondeur maximale du relief du panneau central est ainsi de 28 mm contre 8 à 9 mm seulement pour les panneaux latéraux.

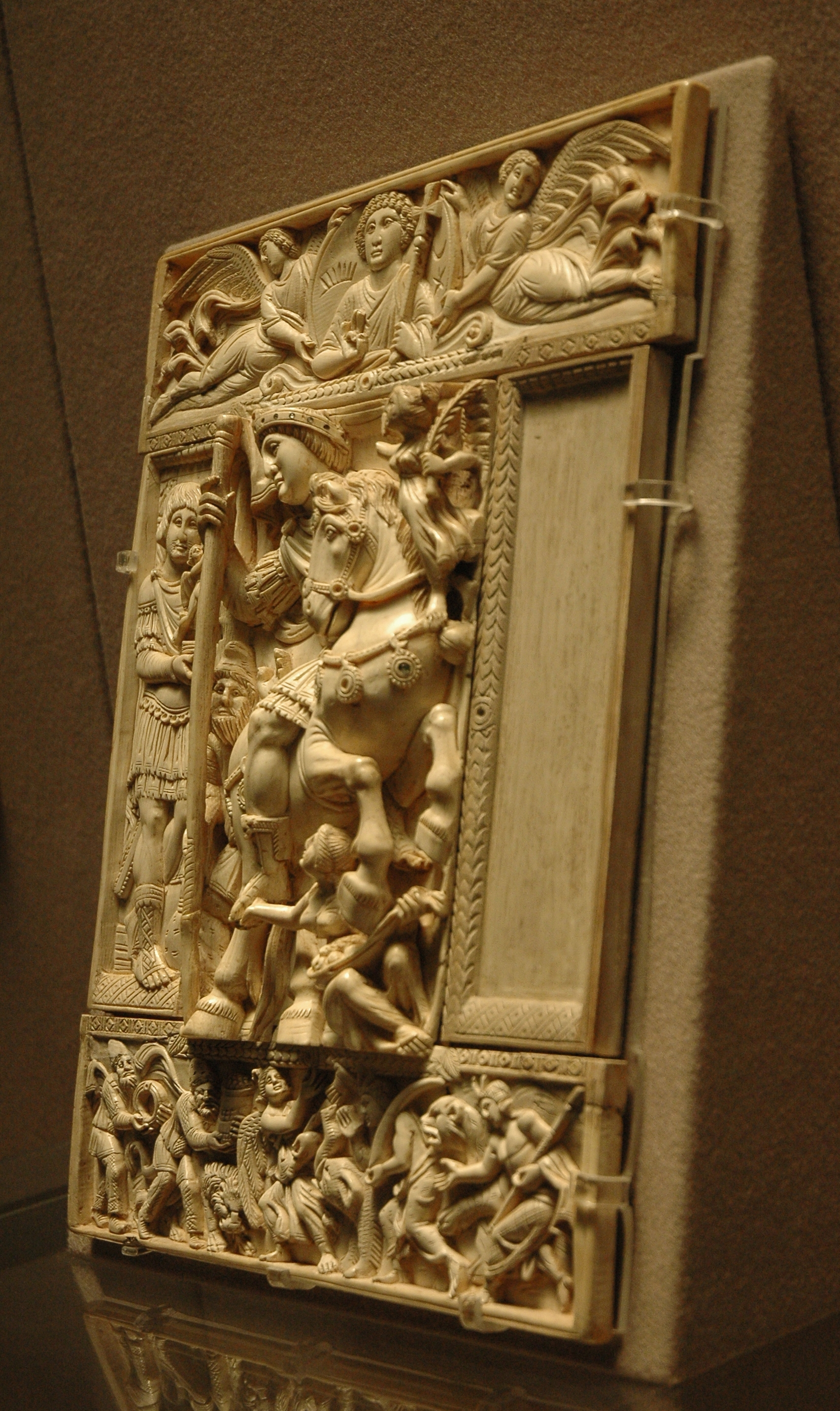
La vue de trois-quarts souligne la différence de relief entre les panneaux du feuillet Barberini.

Le relief occupant la plaque gauche représente un officier supérieur reconnaissable à sa panoplie militaire, comparable à celle de l'empereur : barbu, il porte une cuirasse et le paludamentum, fixé à l'épaule droite par une fibule plus simple. On distingue, fixé à la ceinture, le fourreau perlé de son épée, portée au côté gauche. Il s'avance vers l'empereur en lui présentant une statuette de Victoire  sur un socle, tenant un palme et une couronne, en tous points similaire à celle du panneau central. Le personnage évolue dans un décor architectural composé de deux colonnes torses supportant des chapiteaux corinthiens, et d'un dallage — peut-être d'opus sectile — qui évoque la salle d'un palais.
Ce personnage est parfois interprété comme un consul, au double titre que la statuette de la victoire et le sac d'or (selon toute probabilité) posé à ses pieds sont des attributs consulaires. Mais s'il peut faire allusion à la sparsio, les largesses consulaires représentées sur d'autres diptyques, comme ceux de Clément (513) et de Justin (540), le sac d'or est plus largement symbolique du butin de guerre, et constitue ainsi la preuve du triomphe impérial. De même, si le césar Gallus tient bien une statuette de victoire comparable, dans la représentation qu'en donne le Calendrier de 354, il y est vêtu en civil et non en militaire. L'officier de l'ivoire Barberini doit donc plutôt représenter un général qui a pris part à la campagne victorieuse célébrée par le relief. Il est naturel de supposer que dans la conception symétrique de ce type d'œuvre le feuillet manquant à droite portait lui aussi la représentation d'un général. L'officier de l'ivoire Barberini pourrait aussi représenter le roi des Francs Clovis Ier.
La plaque inférieure constitue une sorte de frise décorée par une double procession de barbares et d'animaux convergeant vers la  figure centrale d'une Victoire tournée vers le haut et la figure impériale du feuillet central. La Victoire tient sur son bras gauche un trophée militaire, représenté sous la forme traditionnelle d'un tronc sur lequel est fichée une panoplie. Les barbares vaincus apportent à l'empereur divers dons représentant leur tribut et sont différenciés par leur accoutrement et les bêtes sauvages qui les accompagnent. À gauche, deux personnages barbus appartiennent au même type que le barbare du feuillet central, vêtus d'une tunique courte et portant un bonnet phrygien et des chaussures fermées. L'un tient une couronne, l'autre un récipient cylindrique de contenu inconnu, peut-être un panier d'or, et ils sont précédés d'un lion. Il pourrait s'agir de Perses ou de Scythes.
À droite, les deux barbares sont vêtus très différemment : torses nus, ils portent une coiffe de tissu rehaussée de plumes, une simple étoffe nouée autour de la taille, et des sandales. Le premier porte sur l'épaule une défense d'éléphant et le second un bâton de fonction indéterminée. Ils sont accompagnés par un tigre et un petit éléphant. On y reconnaît des Indiens.

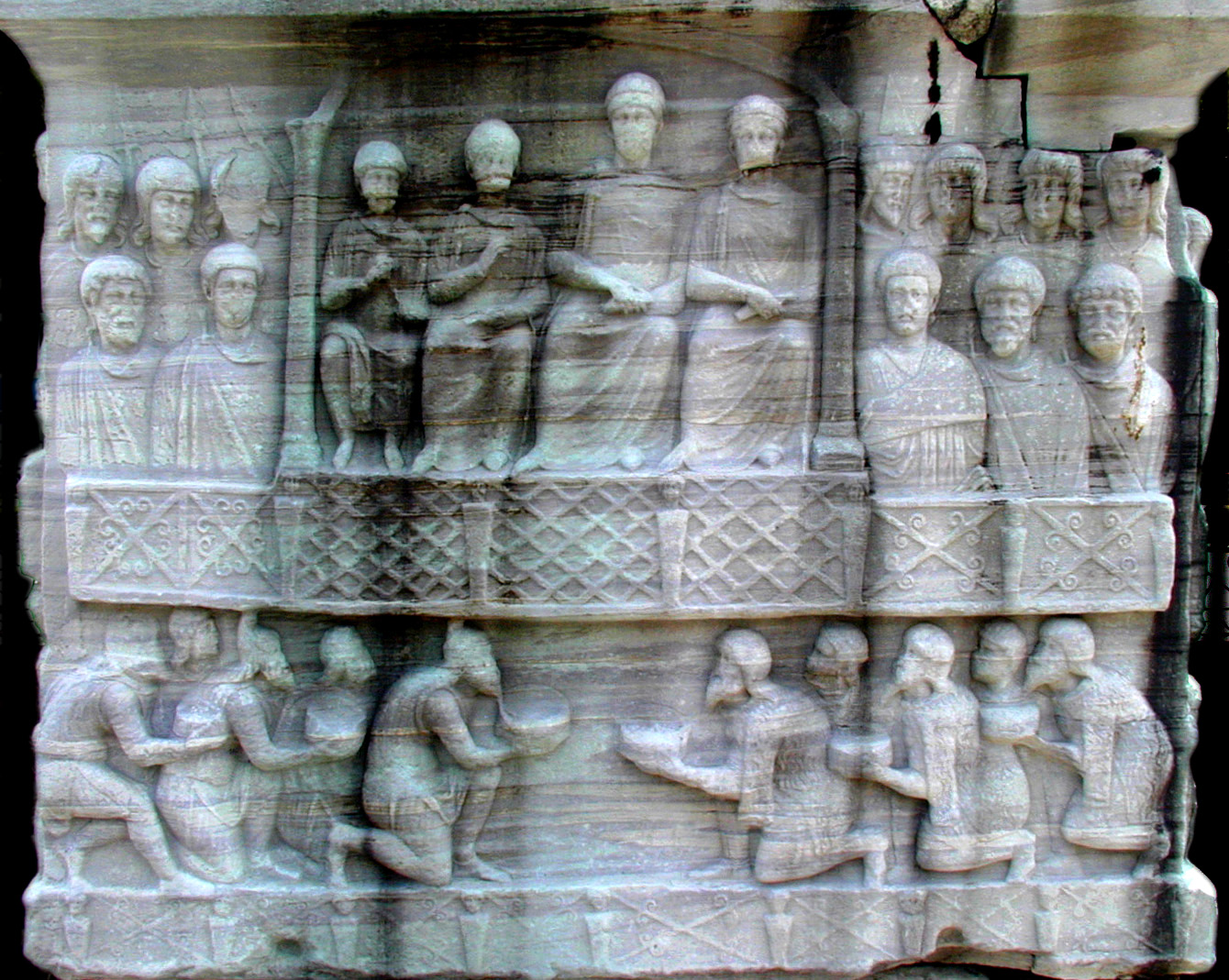
Face N.-O. de la base de l'obélisque de Théodose portant une remise de tribut à l'empereur par les barbares.

Ce motif des barbares rendant hommage à l'empereur est courant sur les bas-reliefs politiques romains et byzantins : c'est celui de l’aurum coronarium, la remise du tribut. Il montre la clémence de l'empereur et souligne le symbolisme de la victoire impériale.  Un des deux fragments d'ivoire attribués à un diptyque impérial se trouvant à Milan représente ainsi ce motif, dans une œuvre quelque peu antérieure. On le retrouve à Constantinople par exemple sur la base de la colonne d'Arcadius, dans une composition d'ensemble comparable à celle de l'ivoire Barberini ou sur celle de l'obélisque de Théodose à l'hippodrome (voir ci-contre). Sur ce dernier relief, les barbares, au nombre de dix, sont également divisés en deux groupes convergeant vers la figure centrale de l'empereur, trônant en majesté cette fois, dans la loge impériale, en compagnie des autres augusti : on y retrouve les Perses à gauche, et peut-être des Germains ou des Goths à droite. La Victoire est absente de ce relief, mais elle est bien présente sur la base de la colonne d'Arcadius ainsi que sur une autre base, également perdue, traditionnellement attribuée à la colonne de Constantin : dans les deux cas la Victoire est en position centrale, comme une sorte d'intermédiaire entre les barbares vaincus et la figure de l'empereur, située au-dessus.
La plaque supérieure du feuillet est occupée par deux anges portant une imago clipeata, un grand médaillon où figure un buste du Christ, jeune et imberbe, tenant dans la main gauche un sceptre cruciforme, et faisant de la main droite le signe  traditionnel de bénédiction (l'annulaire replié sur le pouce). Les symboles du soleil, à gauche, et de la lune et d'une étoile, à droite, encadrent le buste. Le couple des anges portant l'image du Christ remplace ici l'image antérieure des deux Victoires portant une personnification de Constantinople, qu'on trouve sur la seconde plaque conservée du diptyque impérial de Milan, déjà mentionné : la substitution est loin d'être anodine et implique un changement paradigmatique capital pour la compréhension et la datation de l'objet.
L'œuvre combine d'une part le thème classique de la toute-puissance de l'empereur victorieux, couronné par la Victoire et dont le règne universel est synonyme de paix et de prospérité, et d'autre part celui de la victoire chrétienne apportée par le patronage du Christ bénissant l'empereur. Elle introduit une nouvelle hiérarchie cosmique dans la représentation du triomphe impérial. Il s'agit donc d'une œuvre éminemment politique destinée à servir la propagande impériale. La qualité du travail permet de l'attribuer à un atelier impérial constantinopolitain.

## Identification de l'empereur
La question de l'identification de l'empereur représenté sur le panneau central constitue le problème central qui a occupé les commentateurs de l'ivoire Barberini : son premier propriétaire moderne connu, Peiresc, y reconnaissait sans hésitation apparente Héraclius et faisait de l'officier lui offrant la statuette de victoire son fils Constantin III. Par la suite, on a reconnu sous les traits de l'empereur aussi bien Constantin Ier, que Constance II, Zénon, et surtout Anastase Ier ou Justinien.
L'identification est compliquée par le fait que l'empereur représenté n'est pas nécessairement celui sous le règne duquel l'ivoire a été réalisé : la datation de l'ivoire n'est donc pas conclusive quant à l'identification de la figure impériale, mais elle est indéniablement une indication précieuse.

### L'hypothèse d'Anastase

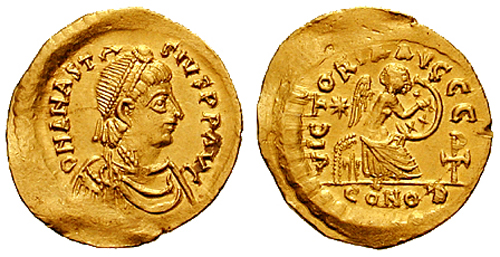
Semissis de l'empereur Anastase Ier.

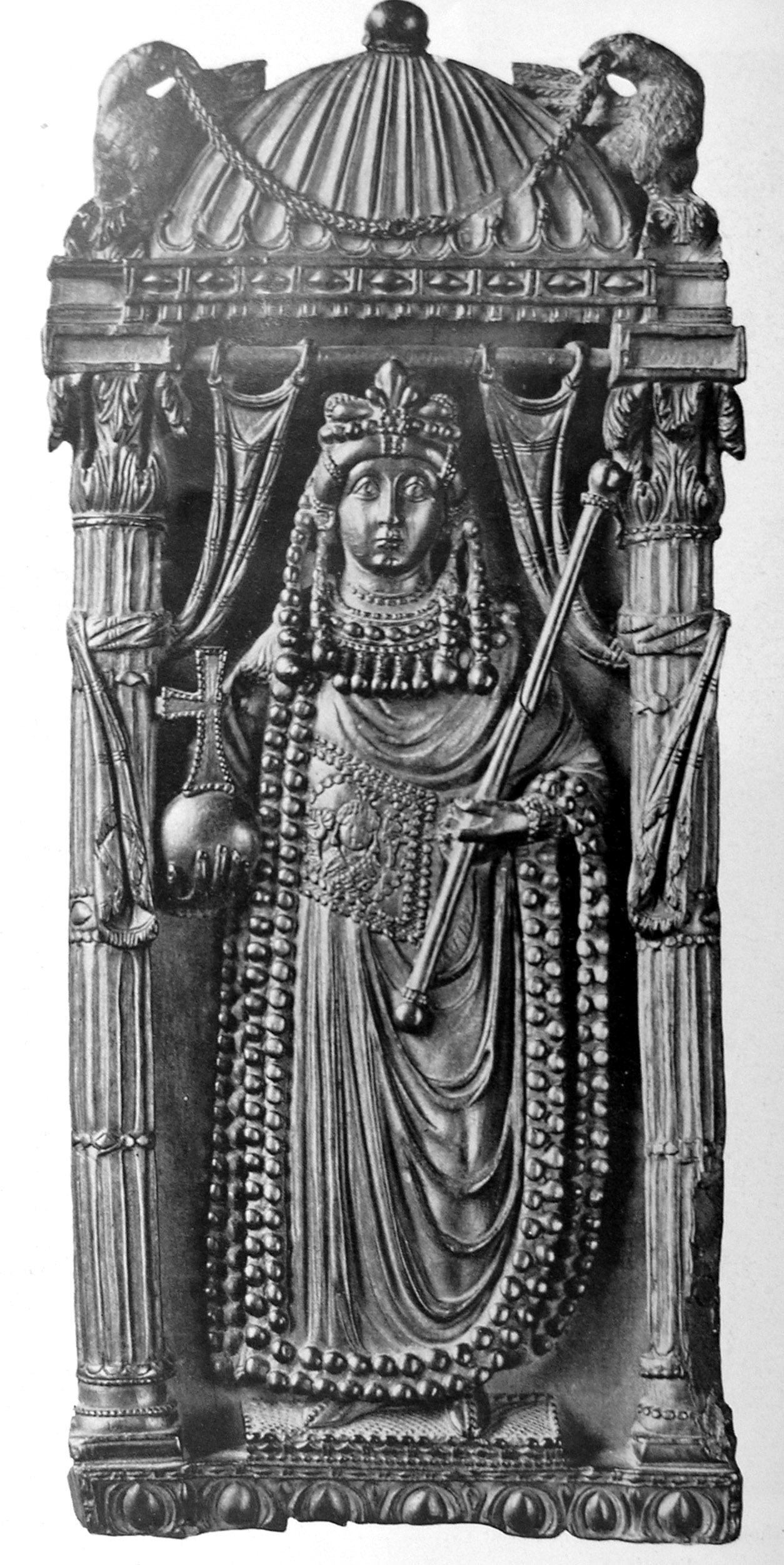
Feuillet de diptyque impérial représentant l'impératrice Ariane, Bargello.

D'un point de vue stylistique, la sculpture en haut-relief du panneau central est comparée à deux autres feuillets d'ivoire datés du début du VIe siècle, représentant une impératrice, l'un au Bargello à Florence (voir ci-contre), et l'autre au Kunsthistorisches Museum de Vienne : il s'agirait de l'impératrice Ariane, épouse successive des empereurs Zénon (430-491) et Anastase Ier (491-518), morte en 515. Ce rapprochement a pu suggérer une identification de l'empereur de l'ivoire Barberini à Anastase.
Le règne d'Anastase fut marqué par  une guerre difficile contre les Perses Sassanides de 502 à 505, conclue par une paix de statu quo en 506, mais qui a pu être présentée à Constantinople comme un triomphe après les échecs initiaux. La production du feuillet Barberini est donc envisageable dans ce contexte, et le triomphe représenté serait célébré contre la Perse.
Mais s'il partage quelques caractéristiques avec certains consuls représentés sur des diptyques contemporains d'Anastase, tel celui d'Anastasius (517) et surtout celui de Magnus (518), le portrait de l'empereur n'a en revanche que peu de ressemblance avec les portraits connus d'Anastase — comme le médaillon présent sur le diptyque d'Anastasius : il serait plus proche de ceux de Constantin, une remarque qui a justifié pour certains historiens l'identification à ce dernier empereur. C'est du reste Constantin que pensait reconnaître Francesco Barberini sur l'ivoire de sa collection, comme l'indique un catalogue contemporain. Cette interprétation doit aussi beaucoup à l'inscription moderne du panneau droit, dans laquelle il est aisé de reconnaître le nom de l'empereur, à moins qu'il ne s'agisse de celui de Constant  ou de Constance II.
Les critères stylistiques ne laissant en revanche aucun doute sur le fait que l'ivoire n'est pas antérieur à la fin du Ve siècle, la ressemblance du portrait impérial avec ceux de Constantin peut s'expliquer par la volonté explicite de rappeler l'image de cet empereur. Dans cette perspective, cette citation iconographique de Constantin conviendrait moins à Anastase qu'à un autre empereur, Justinien.

### L'hypothèse de Justinien

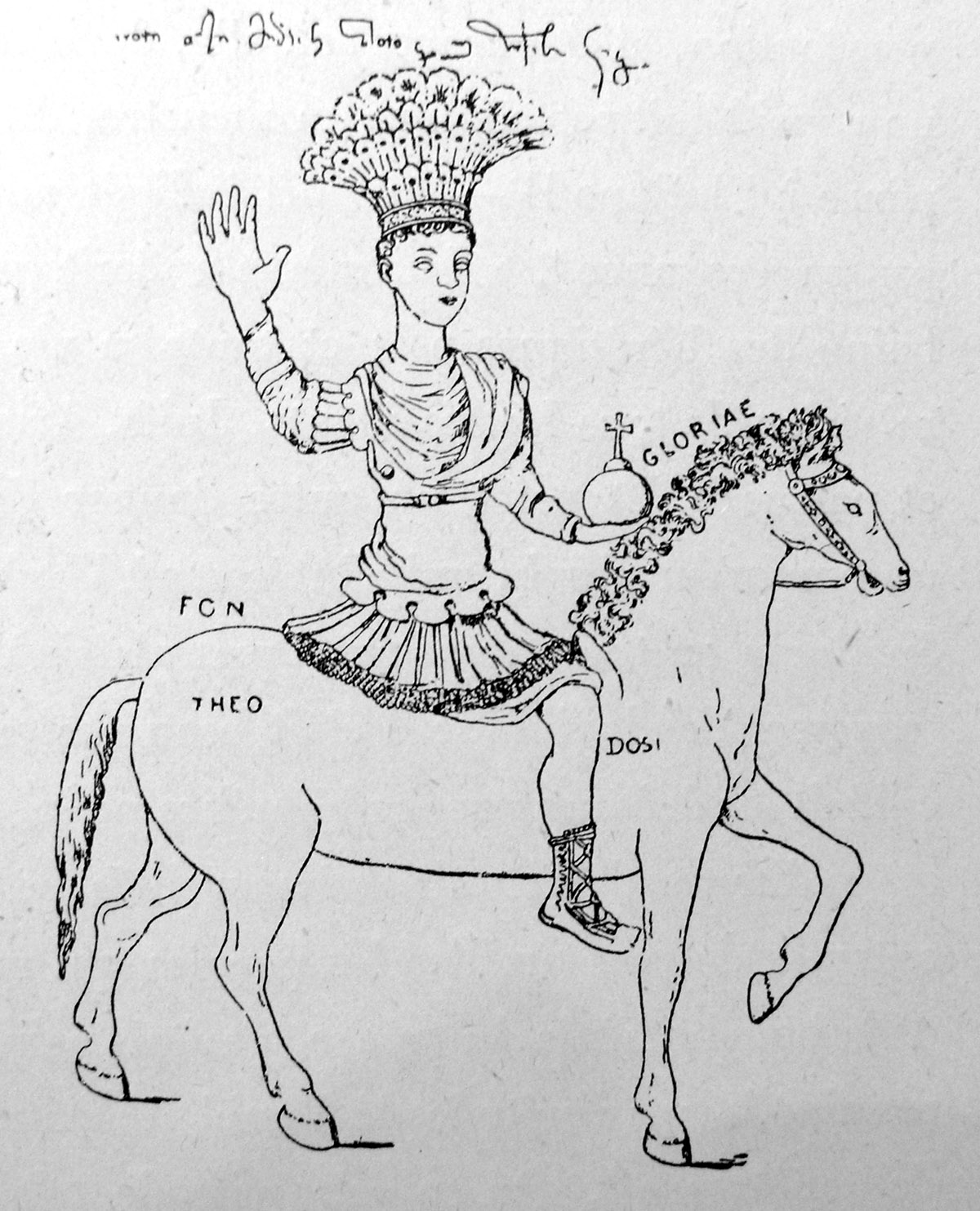
Dessin de la statue équestre de Justinien à l'Augustaion, par Nymphirios.

Le style des plaques secondaires, avec leur relief moins travaillé, et notamment le rendu purement graphique et non plastique des drapés, s'accommoderait d'une datation plus tardive de l'œuvre, proche du milieu du VIe siècle. La juxtaposition de reliefs de qualité inégale évoque une autre œuvre célèbre de la sculpture sur ivoire de cette époque, la chaire de l'évêque Maximien à Ravenne (545-556), très vraisemblablement un autre produit des ateliers constantinopolitains : l'empereur triomphant serait alors Justinien.
La place prépondérante donnée dans la composition à la figure du Christ bénissant l'empereur irait également dans ce sens : elle est à rapprocher du diptyque consulaire de Justin, le dernier connu de cette série d'objets, qui en 540, est le premier à placer côte à côte les images du Christ et du couple impérial, Justinien et Théodora, dans des médaillons au-dessus du consul. Jusqu'alors la présence chrétienne sur les diptyques se limite au symbole de la croix, comme celle qu'encadrent les portraits impériaux sur le diptyque du consul Clément en 513. Cette croix peut aussi être figurée dans une couronne portée par deux anges, selon le motif bien connu à l'époque théodosienne : outre les ivoires, comme celui de Murano, les bas-reliefs de la colonne d'Arcadius ou le décor du sarcophage de Sarigüzel en constituent autant d'exemples célèbres. La substitution d'un buste du Christ à la croix dans la couronne sur l'ivoire Barberini marque un degré supplémentaire dans la christianisation du relief qui paraît ainsi plus tardif que le règne d'Anastase, et correspond bien en revanche à l'orientation idéologique observée dès le début du règne de Justinien. Le grand diptyque impérial de Londres, dont il n'est plus conservé qu'un panneau, représentant un archange tenant le globe crucigère et un sceptre, s'inscrit dans ce même mouvement.

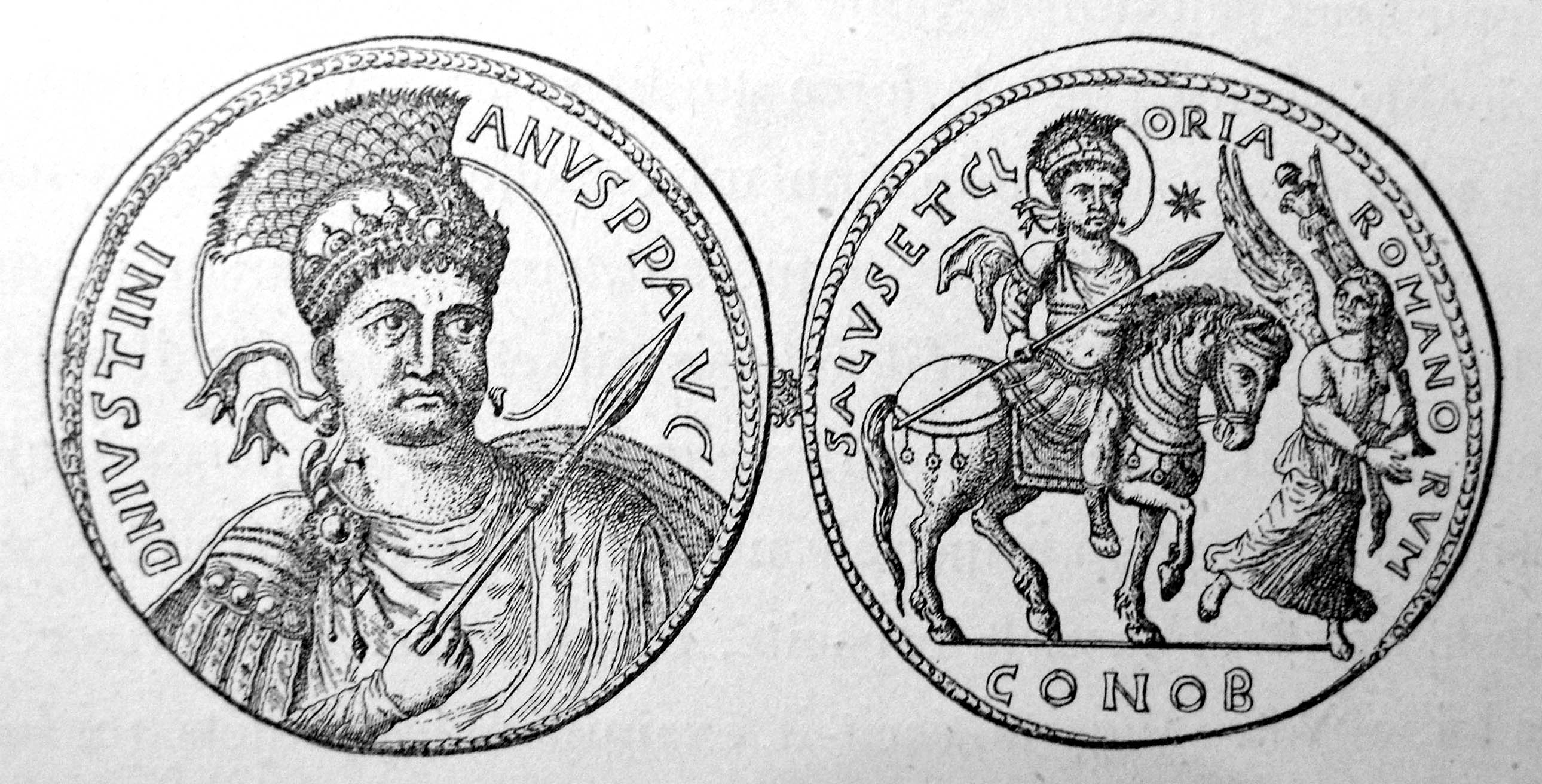
Solidus multiple de Justinien, représentant une statue équestre perdue de l'empereur, vers 534.

L'identification de l'empereur triomphant à Justinien correspondrait donc assez bien à l'imagerie qu'a laissée cet empereur, qui faisait par ailleurs la part belle aux statues équestres et à la victoire, proclamée plus que réelle, sur la Perse : on connaît par un dessin de Nymphirios, conservé à Budapest le type de la statue surmontant la colonne élevée par Justinien en 543-544 sur l'Augustaion  à Constantinople, et longuement décrite par Procope de Césarée dans les Édifices (I, 2, 5). L'empereur, monté sur un cheval représenté une patte levée, tenait un orbe surmonté d'une croix dans la main gauche, et saluait de la main droite. Il était coiffé d'un couvre-chef à plumes, la toupha d'une taille particulièrement imposante (voir reconstitution ci-contre). Selon l'épigramme qui en constituait la dédicace, conservée par l’Anthologie de Planude, confirmant le récit de Procope, la statue était orientée vers l'est et la Perse, en signe de menace. Le rapprochement de cette statue avec l'empereur triomphant de l'ivoire Barberini se justifie d'autant plus qu'elle formait en réalité un véritable groupe statuaire à l'Augustaion complété par les statues de trois rois barbares offrant leur tribut à l'empereur, l'équivalent du motif sur la plaque inférieure du feuillet.

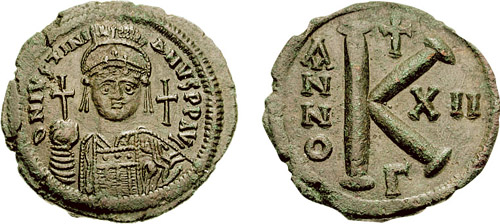
Demi-follis de Justinien daté de 538 présentant le portrait impérial de face.

Le dessin de la statue de l'Augustaion peut être rapproché d'une autre représentation équestre de Justinien: elle se trouve sur une monnaie de 36 solidi d'or (164 g.), découverte en 1751 et dont il ne reste plus, après son vol au Cabinet des médailles en 1831, qu'une copie par galvanoplastie. L'avers représente un buste de Justinien nimbé, en général, armé d'une lance, vêtu d'une cuirasse et coiffé du diadème et de la toupha, avec la légende Dominus Noster Iustiniianus Perpetuus Augustus (Notre Seigneur Justinien Auguste Perpétuel). Le revers montre Justinien également nimbé montant un cheval richement caparaçonné, dont le harnachement évoque d'ailleurs celui de l'ivoire Barberini. L'empereur est précédé d'une Victoire qui tient une palme et un trophée sous le bras gauche. Une étoile est figurée dans le champ et à l'exergue la marque CONOB indique un atelier de frappe monétaire constantinopolitain. La légende est la suivante : Salus et Gloria Romanorum (Salut et gloire des Romains). Le portrait de Justinien présenté de trois-quarts permet de dater le médaillon avant 538, date à partir de laquelle il est systématiquement représenté de face (voir l'illustration ci-contre). L'existence de célébrations particulièrement fastueuses pour le triomphe marquant la reconquête de Carthage sur les Vandales pourrait, en 534, avoir été l'occasion de la frappe de cette monnaie exceptionnelle.
Une autre statue équestre, dont il ne reste cette fois que la dédicace, préservée elle aussi dans l'Anthologie de Planude, était dressée sur l'hippodrome. Le texte de cette inscription suggère une composition monumentale qui ne peut manquer d'évoquer le motif de l'ivoire Barberini : 

« Voici, prince exterminateur des Mèdes, les offrandes que t'apporte Eusthathios, à la fois père et fils de la Rome qui est tienne : un coursier qui domine une Victoire, une seconde Victoire qui te couronne et toi-même chevauchant ce coursier rapide comme le vent. Bien haut s'élève ta puissance, Justinien ; et que sur terre à jamais demeurent enchaînés les champions des Mèdes et des Scythes. »

Il n'existe cette fois pas de témoignage iconographique sur cette statue, mais sa localisation à l'hippodrome, lieu de rassemblement par excellence de la population constantinopolitaine, et par conséquent, lieu d'exposition privilégié des images de propagande impériale, laisse penser qu'elle devait être une des statues équestres les plus célèbres de l'empereur.

### La copie athénienne du motif de l'ivoire Barberini

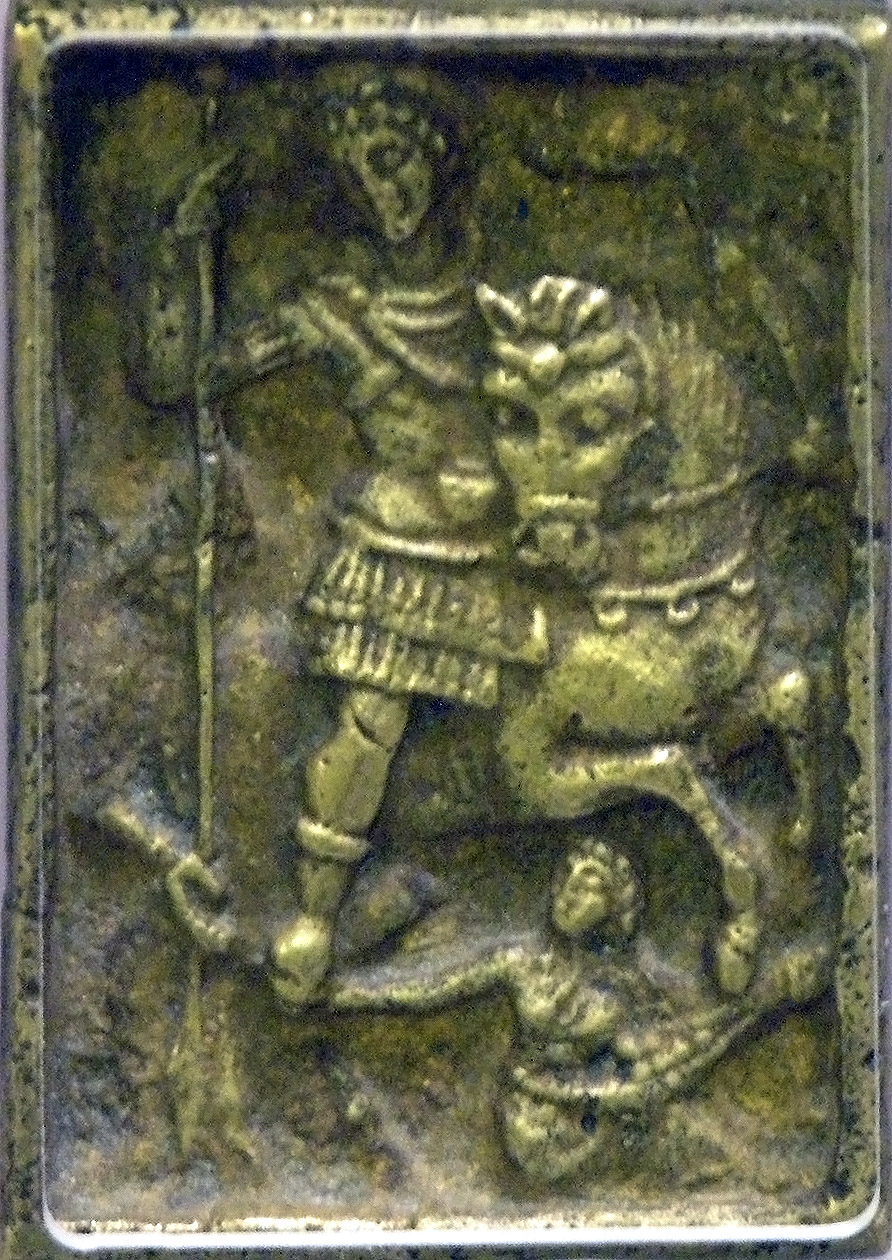
Poids en bronze portant une imitation du relief central de l'ivoire Barberini, Musée byzantin et chrétien d'Athènes.

L'existence de ces statues équestres de Justinien à Constantinople suggère que le thème central de l'ivoire Barberini reprend un modèle popularisé par ces statues, malheureusement perdues, plutôt qu'il ne crée un nouveau type : il existe en effet au moins un autre exemple de cette image sur un support totalement différent. Un poids en bronze conservé au Musée byzantin et chrétien d'Athènes (voir ci-contre) porte en relief l'exacte copie du motif central de l'ivoire Barberini, dans ses moindres détails, mais à une échelle très réduite : soit cette réplique avait pour modèle l'ivoire, soit, ce qui est plus probable, elle partageait avec elle un modèle commun qui aurait pu être la statue équestre perdue de l'hippodrome. Il ne fait pas de doute que ce poids, au même titre que le diptyque, est le produit d'un atelier impérial, et qu'il représente un objet officiel. Mais il n'en reste pas moins une copie modeste, moins coûteuse, et peut-être destinée à une large circulation.
L'existence de cette copie en modèle réduit confirme la popularité sous le règne de Justinien de ce type d'images de propagande, autrement dit aussi le zèle de l'empereur à faire fabriquer et diffuser ces images, sur des types de support très différents, depuis la statuaire monumentale en ronde-bosse jusqu'aux miniatures sur les bronzes en passant par les feuillets d'ivoire. Les guerres victorieuses, ou présentées comme telles, ne manquent pas dans le règne de Justinien, qui pourraient justifier la production de ces objets particuliers.
La position prééminente d'un barbare traditionnellement identifié à un Perse aussi bien que le rapprochement avec le groupe statuaire de l'Augustaion invitent à considérer que c'est la « paix perpétuelle » conclue avec l'empire perse en 532 qui fut l'occasion de la création de cette image. Les critères stylistiques admettent toutefois aussi bien une datation plus tardive.